# Kakifly
Kakifly (かきふらい; Kakifurai; Kiotó) japán mangaka, aki a K-On! című mangasorozatával vált ismertté. A mangából animesorozat is készült a Kyoto Animation jóvoltából. Becenevét a sült osztrigáról, a kakifurairól származtatta. Van egy gitárgyűjteménye, ennek egyik darabját használja Hiraszava Jui, a K-On! főszereplője.
Asszisztensként dolgozott a Umi no szacsi teisoku (海の幸定食) című dódzsinen. Több dódzsinsit készített a Szuzumija Haruhi no júucuhoz és a The Hearthöz, illetve a Maria-szama ga Miteru antológia szerkesztője volt.

## Munkái
- K-On! (けいおん!; Keion!?) (2007, Houbunsha)[3]
  - K-On! College (けいおん! College?) (2011, Houbunsha)
  - K-On! Highschool (けいおん! Highschool?) (2011, Houbunsha)
  - K-On! Shuffle (けいおん! Shuffle?) (2018, Houbunsha)[4]
- Kanamemo (epizódvégi illusztráció, 8. epizód) (2009)
- Jujusiki (epizódvégi illusztráció, 8. epizód) (2013)